# Sybertus Kaen

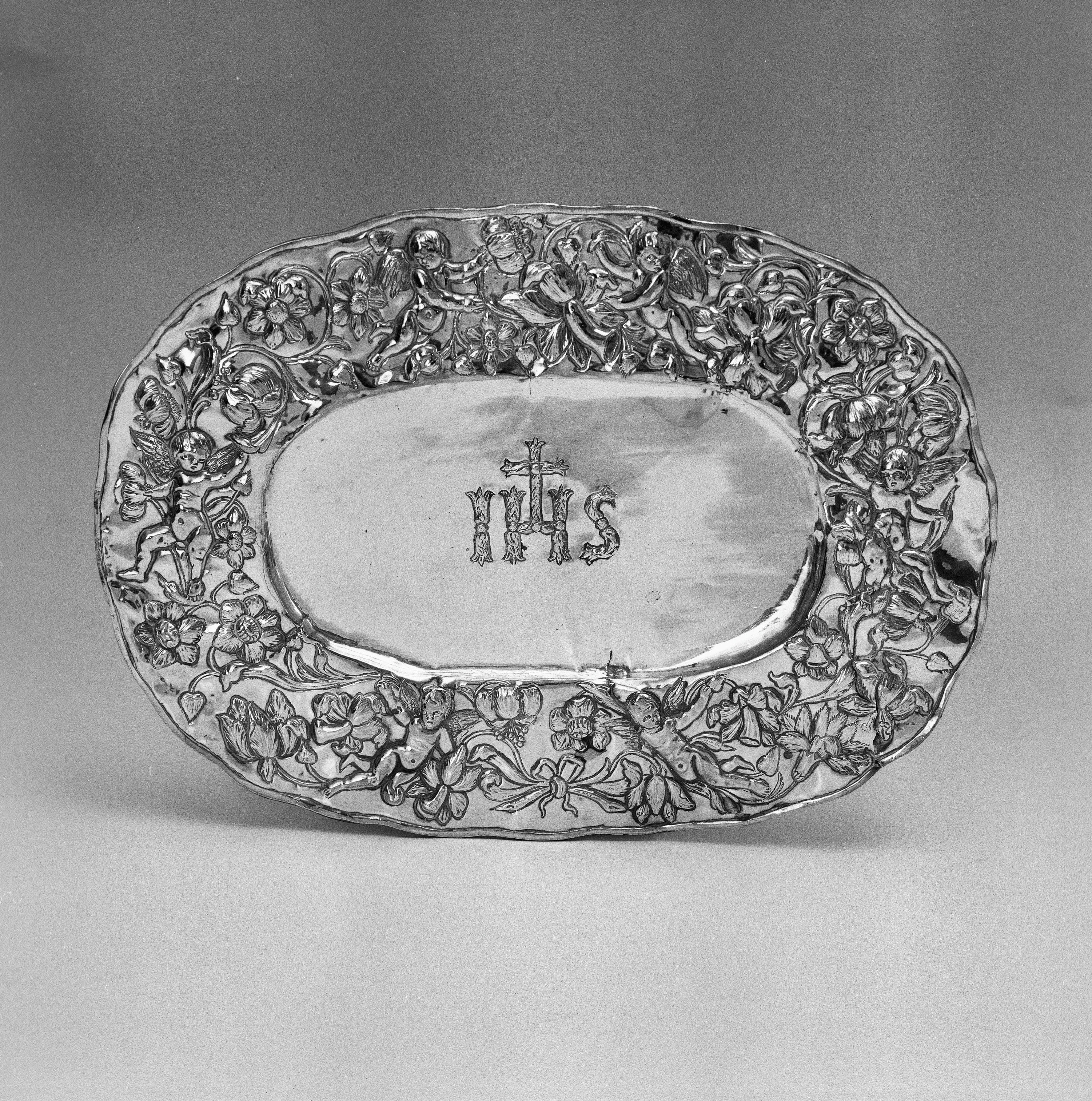
Zilveren ampullenblad, Sybertus Kaen, 1684, Sint-Bonifatiuskerk, Alphen a.d. Rijn

Sybertus Kaen (? - Gouda, 1689) was een in Gouda werkzame zilversmid in de zeventiende eeuw.

## Biografisch aantekeningen
Kaen werkte in de tweede helft van de zeventiende eeuw als zilversmid in Gouda. Hij heeft in die periode veel zilveren voorwerpen gemaakt voor de rooms-katholieke statie Sint Jan Baptist, ook wel de kleine Sint Jan genoemd. Hij vervaardigde voor deze statie onder meer een miskelk, een ciborie, wierrookvaatjes en een zilveren schaal met het IHS-monogram. Naast religieuze kunst heeft Kaen ook andere zilveren voorwerpen gesmeed. Zo maakte hij begrafenisschilden voor het zakkendragersgilde en begrafenispenningen voor particulieren. Op het zogenaamde knapenschild, dat hij voor het zakkendragersgilde in 1670 maakte, is een afbeelding te vinden van de Sint-Joostkapel, die volgens Denslagen betrouwbaarder is dan de tekening op de kaart van Braun en Hogenberg en de tekening van Jacobus Stellingwerff.
Kaen vervulde meerdere bestuurlijke functies in het gilde van de Goudse goud- en zilversmeden, het St. Eloysgilde. Kaen was naast zilversmid ook "onroerendgoedmagnaat". In 1684 kocht hij een perceel op de Gouwe ten behoeve van de statie Sint Jan Baptist, waardoor het kerkgebouw, een schuilkerk, aanzienlijk kon worden vergroot. Kaen was in Gouda ook op sociaal gebied actief. Samen met zijn geloofsgenoot Bartholomeus Verrijs deed hij een poging om de armenzorg voor de katholieke burgers van Gouda op poten te zetten. Hun poging had geen succes vanwege de verdeeldheid binnen de katholieke gemeenschap. Uiteindelijk zouden de verschillende staties hun eigen armenzorg regelen. De statie Sint Jan Baptist deed dat vanaf 1683.
In 1979 wist het toenmalige museum, het Catharinagasthuis (het huidige Museum Gouda) onder andere met behulp van een legaat van de oud-burgemeester van Gouda, K.F.O. James, twee zilveren altaarvazen, gemaakt door Kaen in 1668, te verwerven. De vazen behoren, volgens het Museum Gouda, tot de topstukken van de collectie.